# Pumping Iron
Pumping Iron (1977) is een sportdocumentaire over de voorbereidingen op de competitie 1975 Mr Olympia. De film draait om Arnold Schwarzenegger en zijn rivalen Lou Ferrigno en Franco Columbu. In de film worden twee competities gevolgd, namelijk de Mr Universe (voor amateurs) en de Mr Olympia (voor professionals). Hoewel Arnold Schwarzenegger de grootste rol heeft in de film, zijn er nog verschillende andere bodybuilders die in deze film voorkomen, zoals Lou Ferrigno, Franco Columbu, Mike Katz, Robby Robinson, Albert Beckles, Ken Waller, Frank Zane en nog enkele anderen.
In 2003 werd de film opnieuw uitgegeven op DVD, als viering van het feit dat de film 25 jaar geleden verscheen.